# Luckuskärs fjärden
Luckuskärs fjärden är en fjärd i Åland (Finland). Den ligger i den sydöstra delen av landskapet, 80 km öster om huvudstaden Mariehamn.